# معتز قطان
معتز تيسير قطان (مواليد 1966 في ريف دمشق) مهندس مدني وسياسي سوري شغل منصب وزير الموارد المائية في حكومة محمد غازي الجلالي من 23 أيلول 2024 إلى 10 كانون الأول 2024 بعد يومين من سقوط نظام الأسد.
حاصل على إجازة في الهندسة المدنية من جامعة دمشق عام 1989 وماجستير في إدارة الأعمال من المعهد العالي لإدارة الأعمال عام 2018.
عمل محافظا لمحافظة دير الزور منذ الشهر الخامس عام 2024 حتى تاريخ تكليفه بالوزارة، ومديراً عاماً للمدينة الصناعية بعدرا من عام 2023 حتى عام 2024 ومعاوناً لوزير الإدارة المحلية والبيئة من عام 2015 حتى عام 2023 ومديراً للمجالس المحلية في محافظة ريف دمشق منذ عام 1999 حتى 2013.
كما عمل رئيساً لمجلس إدارة المؤسسة العامة للسينما من عام 2017 حتى عام 2020 ورئيساً لمجلس إدارة الشركة العامة للبناء والتعمير منذ عام 2016 حتى عام 2020 ورئيساً لمجلس إدارة المؤسسة العامة للخزن والتسويق منذ عام 2015 حتى 2017 ورئيساً لفريق التنمية المحلية والإقليمية والبيئية لإعداد البرنامج الوطني التنموي لسورية ما بعد الحرب.